# Styrex holosericeus
Styrex holosericeus är en tvåvingeart som först beskrevs av Giovanni Antonio Scopoli 1763.  Styrex holosericeus ingår i släktet Styrex och familjen snäppflugor.
Artens utbredningsområde är Slovenien. Inga underarter finns listade i Catalogue of Life.